# Duje Čop
Pour les articles homonymes, voir Čop.
Duje Čop, né le 1er février 1990 à Vinkovci en Yougoslavie (aujourd'hui en Croatie), est un footballeur international croate. Il évolue au poste d'attaquant au HNK Rijeka.

## Biographie

### HNK Hajduk Split
Čop devient professionnel lors de la saison 2007-08 à seulement 17 ans, avec le club du HNK Hajduk Split, l'équipe de sa ville natale. Lors de sa première saison professionnelle avec Hajduk, il fait 15 apparitions et marque deux buts. En juillet 2008, à la fin de la saison, il rejoint en prêt le CD Nacional dans l'île de Madère. 

### Nacional Madeira
Duje Cop fait ses débuts dans le championnat portugais le 24 janvier 2009, lors d'un match nul 1-1 à domicile contre le Sporting Clube de Portugal. Il se voit peu utilisé lors de sa seule saison au Portugal (174 minutes en cinq matchs officiels). Il retourne ensuite à Hajduk, et se voit utilisé de manière irrégulière durant les deux saisons suivantes. Toutefois, il montre une certaine forme de progression, puisqu'il inscrit huit buts en championnat lors de ses deux dernières saisons avec son club formateur.

### RNK Split
En juillet 2011, Čop romp son contrat avec Hajduk et signe un contrat de quatre ans avec le RNK Split, club voisin. Il fait ses débuts avec sa nouvelle équipe en Ligue Europa, lors d'un match de qualification contre l'équipe slovène du NK Domžale, et marque même un but permettant de conclure une victoire à l'extérieur. Il marque également contre le même club lors de la phase retour à domicile. Il marque d'autres buts importants et termine la saison avec 10 buts en 34 matchs toutes compétitions confondues.

### Dinamo Zagreb
En juin de l'année suivante, il rejoint le champion en titre de Croatie : le Dinamo Zagreb. Il commence la saison avec un but contre le Sheriff Tiraspol, lors des barrages pour la Ligue des champions de qualification au Maksimir Stadium. Il marque un autre but important avec son nouveau club pendant le match le match de play-off contre le NK Maribor. Il fait six apparitions en 2012-13 lors de la Ligue des champions en phase de groupes. Le 18 février 2013, il marque son premier triplé pour le Dinamo Zagreb, lors du derby Croate contre le NK Rijeka. Il termine meilleur buteur de son club en 2013-14 avec 22 buts.

### Cagliari Calcio
En janvier 2015, Čop rejoint le club italien de Cagliari sous forme de prêt. Il marque son premier but avec Cagliari lors de son second match contre Sassuolo. Il continue ensuite de marquer avec notamment un joli but lors d'une victoire cinglante de son équipe 4-0 contre Parme en Serie A.

### En équipe nationale
Avec les espoirs, il participe aux éliminatoires du championnat d'Europe espoirs en 2011 et 2012. A cette occasion, il marque un but contre l'Estonie en novembre 2011.
Il joue son premier match en équipe de Croatie le 4 septembre 2014, en amical contre Chypre (victoire 2-0 à Pula). Il est ensuite retenu par le sélectionneur afin de participer à l'Euro 2016 organisée en France. Lors de cette compétition, il ne joue qu'un seul match, face l'Espagne (victoire 2-1 à Bordeaux).
Il inscrit son premier but en équipe nationale le 15 novembre 2016, en amical contre l'Irlande du Nord (victoire 0-3). Par la suite, le 27 mai 2017, il est pour la première fois capitaine de la sélection, lors d'un match amical face au Mexique. Il inscrit son second but à cette occasion (victoire 1-2 à Los Angeles).

### Vie personnelle
Le père de Duje Čop, Davor, était aussi footballeur. Évoluant au poste d'attaquant, il joue pendant six saisons avec Hajduk lors des années 1970-1980.

## Palmarès
- Champion de Croatie en 2013, 2014, 2015 et 2022 avec le Dinamo Zagreb
- Vainqueur de la Coupe de Croatie en 2010 avec le Dinamo Zagreb
- Vainqueur de la Supercoupe de Croatie en 2013 avec le Dinamo Zagreb
- Vainqueur de la Coupe de Belgique en 2018 avec le Standard de Liège